# Käthe Köhler
Käthe Köhler (Hamburgo, Alemania, 10 de noviembre de 1913) es una clavadista o saltadora de trampolín alemana retirada especializada en plataforma de 10 metros, donde consiguió ser medallista de bronce olímpica en 1936.

## Carrera deportiva
En los Juegos Olímpicos de 1936 celebrados en Berlín (Alemania) ganó la medalla de bronce en los saltos desde la plataforma de 10 metros, con una puntuación de 33.4 puntos, tras las estadounidenses Dorothy Poynton-Hill (oro con 33.9 puntos) y Velma Dunn (plata con 33.6 puntos).